# Маховка (Оренбургская область)
Маховка — село в Сорочинском городском округе Оренбургской области России.

## География
Село находится в западной части Оренбургской области, в пределах возвышенности Общий Сырт, в степной зоне, на берегах реки Маховки, на расстоянии примерно 28 километров (по прямой) к северо-западу от города Сорочинска, административного центра района. Абсолютная высота — 166 метров над уровнем моря.
Часовой пояс
Село Маховка, как и вся Оренбургская область, находится в часовой зоне МСК+2. Смещение применяемого времени относительно UTC составляет +5:00.

## История
До 1 июня 2015 года входило в состав ныне упразднённого Пронькинского сельсовета.

## Население
| 2010 |
| ---- |
| 16   |

Половой состав
По данным Всероссийской переписи населения 2010 года в половой структуре населения мужчины составляли 43,8 %, женщины — соответственно 56,2 %.
Национальный состав
Согласно результатам переписи 2002 года, в национальной структуре населения мордва составляла 66 % из 30 чел., русские — 27 %.